# برگن
بِرگِن (به نروژی: Bergen) دومین شهر بزرگ نروژ است که بر پایهٔ سرشماری ۱ ژانویهٔ ۲۰۰۹ میلادی ۲۵۲٬۰۵۱ نفر جمعیت داشته‌است.
برگن مرکز اداری شهرستان هوردالاند است. برگن یک مرکز فرهنگی مهم در منطقه است که در سال ۲۰۰۰ لقب یکی از پایتخت‌های فرهنگی اروپا را به دست آورد.

## تاریخچه
این شهر به سال ۱۰۷۰ میلادی به دست شاه اولاف کوره بنیاد نهاده شد و در ۱۲۱۷ به جای تروندهایم پایتخت نروژ گشت. این شهر تا سدهٔ چهاردهم میلادی به واسطهٔ صدور ماهی خشک مرکز بازرگانی نروژ بود. در ۱۳۴۹ کشتی‌های انگلیسی با خود طاعون را به برگن بردند. در ۱۶۶۵ بندر این شهر میدان نبرد واگن میان کشتی‌های انگلیسی و هلندی بود. در سدهٔ ۱۵ و ۱۶ میلادی این شهر بزرگ‌ترین شهر اسکاندیناوی بود. همچنین این شهر تا ۱۸۳۰ بزرگ‌ترین شهر نروژ بود. در ۱۹۱۶ آتش‌سوزی بخشی از مرکز شهر را ویران نمود. در جریان جنگ جهانی دوم این شهر در نخستین روز درگیری در ۹ آوریل ۱۹۴۰ به دست نیروهای آلمانی افتاد. پس از آن توسط متفقین چند بار بمباران شد.

### مهاجران ساکن در برگن
مهاجرانی از ۱۶۴ کشور جهان در شهر برگن ساکن هستند که از این تعداد ۴۰ درصد از اروپا ۳۶ درصد از آسیا ۱۲ درصد از آفریقا ۲٫۵ درصد آمریکای شمالی، ۷٫۸ درصد از آمریکای لاتین و ۰٫۵ درصد نیز از اقیانوسیه می‌باشند.
رشد جمعیت مهاجران در برگن میان سال‌های ۱۹۹۳ تا ۲۰۰۸ نزدیک به ۱۱۹٫۷ درصد افزایش داشته‌است در حالی در همین مدت رشد جمعیت نروژی‌های این شهر ۸٫۱ درصد بوده‌است.

## موقعیت اقتصادی
این منطقه یکی از مراکز صنایع نفت خام و گاز طبیعی نروژ هم هست و به همین دلیل، برگن شهر ثروتمندی به‌شمار می‌رود. هرچند در آن، نشانه‌های کمی از ولخرجی‌های معروف افراد ثروتمند به چشم می‌خورد. در خیابان‌های شهر نه خودرویی گران‌قیمت با شیشه‌های مات، نه فروشگاه‌های مارک‌های گران برای کیف‌های زنانه و نه صف آدم‌ها مقابل ورودی کلاب‌های شبانه ویژهٔ پولدارها دیده می‌شود.
جدول: ۲۰ کشور اول از نظر تعداد مهاجر در شهر برگن در تاریخ ۱. ژانویه ۲۰۱۱:
| کشور            | جمعیت  |
| --------------- | ------ |
| در کل           | ۳۵٬۱۳۹ |
| لهستان          | ۴٬۲۸۱  |
| عراق            | ۱٬۸۲۲  |
| ویتنام          | ۱٬۳۳۰  |
| آلمان           | ۱٬۲۷۶  |
| لیتوانی         | ۱٬۲۳۰  |
| شیلی            | ۱٬۲۲۷  |
| سریلانکا        | ۱٬۱۷۹  |
| سومالی          | ۱٬۱۵۱  |
| سوئد            | ۱٬۱۰۲  |
| انگلیس          | ۱٬۰۷۰  |
| بوسنی و هرزگوین | ۸۳۵    |
| تایلند          | ۸۰۲    |
| ایران           | ۷۳۴    |
| دانمارک         | ۷۲۷    |
| فیلیپین         | ۷۱۴    |
| لاتویا          | ۷۰۳    |
| روسیه           | ۶۸۴    |
| هند             | ۶۶۰    |
| ترکیه           | ۶۴۷    |
| رومانی          | ۶۳۴    |